# Ekonomická diplomacie
Ekonomická diplomacie je oblast diplomacie, ve které se jednotliví aktéři snaží hájit své ekonomické zájmy. Jde o soubor ekonomických aktivit, které se týkají mezinárodního prostoru – export a import, investice, finanční pomoc a půjčky. Ekonomická diplomacie cílí na zapojení národní ekonomiky do ekonomiky světové, do procesu internacionalizace, integrace a ekonomické globalizace a zároveň na podporu investičních aktivit národních podnikatelských subjektů při jejich vstupu na mezinárodní trh. Jednoduše jde tedy o hájení ekonomických zájmů států (makropohled) nebo menších subjektů (mikropohled).

## Vymezení ekonomické diplomacie
Toto uplatňování hospodářských zájmů je prováděno příslušnými orgány, tedy diplomatickými zástupci - ministrem zahraničí, jinými členy vlády nebo hlavou státu. Prostředky pro naplnění ekonomických zájmů jsou diplomatické návštěvy výše zmíněných orgánů v zahraničí, účast na mezinárodních konferencích, členství v mezinárodních organizacích, diplomatická korespondence a uzavírání mezinárodních smluv a úmluv. Ekonomická diplomacie hraje rovněž zásadní roli v rámci mezinárodní bezpečnosti. Ekonomické nástroje mohou být použity pro předcházení ozbrojených konfliktů a řešení jiných kritických situací. Ekonomická diplomacie v tomto ohledu pracuje s embargy, bojkoty a sankcemi. Jejím cílem je zvýšení nákladů na zahájení konfliktů a posílení benefitů kooperace pro všechny strany.
Ekonomická diplomacie je také doménou mezinárodních organizací, jako je Světová obchodní organizace (WTO), Evropská unie nebo Organizace pro hospodářskou spolupráci a rozvoj (OECD). Ty se pomocí ekonomických nástrojů snaží ukotvit a upevnit příznivé politické klima a mezinárodní politické prostředí mezi členskými státy. Mezinárodní organizace využívají k tomuto účelu různé ekonomické nástroje, snaží se zlepšovat mezinárodní trh, snižovat náklady pohybů a transakcí na trhu a všeobecného přijímání standardů ekonomické spolupráce.

## Nástroje ekonomické diplomacie státu
Tyto nástroje můžeme dělit podle několika kritérií, ať už se zaměřením na jejich funkci, nebo samotnou podstatu.

### Dělení na přímé a nepřímé
Do první kategorie patří například vládní vývozní úvěry. Ty poskytuje vláda za účelem nákupu zboží a podpory exportu. Státní záruky za úvěry jsou zase uskutečňovány přes MPO (v ČR program Záruka 2015 až 2023) a mají za cíl hlavně podpořit malé a střední podnikatele. V rámci Společné zemědělské politiky fungují i tzv. vývozní subvence, které podporují například vývoz českých zemědělských produktů do zemí EU (nevztahují se na další země). CzechInvest od roku 2000 podporují investice na našem území formou investičních pobídek. Ty podporují vznik nových pracovních míst v oblasti zpracovatelského průmyslu a technologických center.
Mezi nepřímými nástroji hrají nejdůležitější roli pravděpodobně bilaterální a multilaterální dohody. Dále se sem řadí neformální kontakty státních představitelů na různých úrovních, informace pro podnikatele a s tím spojené poradenské a konzultační služby. Kromě toho se vybrané resorty starají o propagaci své země ve světě, s cílem vylepšit její obraz ve světě a představit ji jako spolehlivého partnera. V Česku je to náplní práce jak MZV tak MPO. Sem patří i výstavy a veletrhy (EXPO). Do nepřímých nástrojů je určitě ještě zařadit zprostředkování kontaktů v zahraničí a pomoc při zajištění vývozních povolení a celních formalit, když je to třeba.

### Dělení na pozitivní a negativní

#### Pozitivní
Do pozitivní podpory řadíme přímé a nepřímé nástroje ekonomické diplomacie, které jsou popsány výše. Aby však byla ekonomická diplomacie opravdu efektivní, je potřeba aby disponovala jasnou vizí a orientací. Musí být rovněž podpořena kvalitními lidskými i finančními zdroji, správně rozdělenými pravomocemi a poli působnosti. Zásadní roli hraje spolupráce s podnikatelskou sférou a ta musí být založena na reálné poptávce firem po jejích službách.

#### Negativní
Mezi nejznámější negativní nástroje patří sankce, neudělení licence pro vývoz i dovoz, zvýšení cel a také zmrazení aktiv státu i jeho příslušníků v dané zemi. Sankce mohou být dvojího typu. Embargo zakazuje vývoz do sankcionované země. Naopak bojkot zase zakazuje ze sankcionované země dovážet její výrobky. Všechny tyto akce slouží jako prostředek k vyjádření zásadního politického nesouhlasu s chováním státu, který se něčím provinil. Negativní nástroje nejsou primárně užívány za účelem nápravy, ale spíše jako trest. Neočekává se díky nim ani tak zlepšení situace, jako spíše vážná destabilizace postihnutého režimu a varování, že příště může následovat i použití vojenské síly.
Na příkladu protiruských sankcí po připojení Krymu k Ruské federaci je možné si povšimnout další zajímavé věci. Nemusí tak jednat jen samostatné státy, které jsou ve své samostatné politice do jisté míry omezené svým členstvím v mezinárodních organizacích (zde zrovna EU). Může se však jednat i o jiné, například OECD či WTO.

## Historický vývoj ekonomické diplomacie

### Středověk
Středověk v Evropě se nesl v silném hájení vlastních zájmů. Začal se rozvíjet merkantilismus, kdy se bohatství státu odvíjelo především od jeho produkce vzácných kovů, postačí zmínit především Colbertovu ekonomickou politiku, stříbrný důl Schwatz v Rakousku nebo Kutnou horu v Českých zemích. Po pádu Cařihradu do rukou osmanských Turků začaly státy křesťanské Evropy hledat nové obchodní trasy do Indie, což vedlo k objevení Ameriky a začátku koloniální éry. Vzestup evropských námořních impérií znamenal mimo jiné i nástup nadnárodních korporací, například Britské Východoindické obchodní společnosti v roce 1600.

### Merkantilismus a průmyslová revoluce
Počátky ekonomického nacionalismu vyskytujícího se ve formě svébytné ekonomické politiky můžeme najít v absolutistické Francii za vlády Ludvíka XIV. na přelomu 17. a 18. století. Principy ekonomického nacionalismu (merkantilismu) definoval v letech 1664–1670 králův ministr financí Jean Baptiste Colbert. Nutno podotknout, že mnohé Colbertovy myšlenky byly vysloveny již Bárthelemy de Laffemasem v roce 1596, až však za Colbertova působení v roli ministra financí byly tyto myšlenky uvedeny v praxi, tím pádem vznikla svébytná Colbertova ekonomická politika. “Snadno se shodneme, že stát, který činí rozdíl mezi svou velikostí a mocí, musí oplývat penězi. Množství peněz obíhajících v Evropě je stálé. Zvýšit množství peněz v království je možné jen tehdy, když je odebereme sousedním státům. Je třeba peníze přivábit, uchovat je, zabránit jim, aby odcházely.” V praxi se tato politika vyznačovala zásahem státu do oblasti hospodářství ve formě kontrol či omezení dovozu, ale také i odlivu drahých kovů mimo hranice země. Naopak se stát soustředil na vytvoření sítě manufaktur, které by se orientovaly na výrobu produktů určených k exportu.
V tomto období ve Francii vznikají neobyčejná výrobní odvětví podporovaná státem. Ruku v ruce s touto podporou a myšlenkou silného exportu vzrůstá otázka kvality produkovaných výrobků. Na podnět samotného Colberta vzniká sbor inspektorů, jejichž úkolem není nic jiného než zabezpečení výsledné kvality výrobku. Sám Colbert se díky své politice rovněž stává propagátorem úspor. “Je třeba ušetřit pět sous na věcech, které nejsou nezbytné, a vyhodit miliony, když se jedná o vaši slávu.”
Klíčovým momentem se pro ni však stala až průmyslová revoluce, k níž došlo ve Velké Británii. Ta znamenala posílení buržoazie a měšťanstva, nesmírné zefektivnění výroby a industrializaci. Tak byly položeny základy pro moderní společnost a vznik firem. Zlepšila se doprava a zrychlil se proces globalizace.

### Vstup do moderní éry ekonomické diplomacie
Ekonomická diplomacie v současné podobě se začíná formovat na přelomu 19. a 20. století, kdy vrcholilo období první etapy globalizace. Tato doba se vyznačovala hlavně rapidním nárůstem intenzity a hodnot mezinárodního obchodu a investic. S tím vznikla potřeba řešit zcela nové druhy problémů v systému mezinárodních ekonomických vztahů. Vznikla pozice obchodních atašé, tj. specializované kategorie diplomatických úředníků. Ti působili na zastupitelských úřadech a jejich nově vznikajících obchodních a ekonomických odděleních.
V diplomacii se začal čím dál víc rozvíjet multilateralismus, což se přirozeně projevilo i v ekonomických vztazích. Zde je důležité si uvědomit, že první mezinárodní ekonomické organizace, jak je známe, začaly vznikat právě tehdy, byť ještě ve formě mezivládních a mezinárodních ekonomických fór. Po druhé světové válce přibyla diplomacii další funkce: podpora investic a tvorba nových investičních vztahů. Klíčová byla 60. a 70. léta, v nichž získala dnešní ekonomická diplomacie svou hrubou podobu.
Existuje nespočet specializovaných činností, které pomáhají dobrému fungování ekonomické diplomacie a zvyšují její efektivitu. Těmi jsou například: účast na mezinárodních konferencích, oficiální návštěvy státních představitelů v zahraničí, členství státu v mezinárodních organizacích, diplomatická korespondence, uzavírání i samotná příprava mezinárodních smluv a rovněž stálá reprezentace státu v cizině.
Stále narůstající význam ekonomické diplomacie je zapříčiněn mimo jiné následky rozpadnutí sovětského bloku. Objevují se mladé demokratické státy, přičemž dochází k liberalizaci jejich ekonomik. V neposlední řadě je za to zodpovědný i masivní nárůst informačních technologií v moderním světě.

## Česká ekonomická diplomacie
Na podporu, ochranu a prosazení ekonomického zájmu České republiky má veliký vliv Ministerstvo zahraničních věcí, respektive množství jeho zastupitelských úřadů. To spravuje oblast zahraniční politiky a vytváří a koordinuje vnější vztahy. Taktéž důležitou roli hraje Ministerstvo průmyslu a obchodu, které je ústředním orgánem pro správu zahraničního obchodu, zahraničně-ekonomickou politiku a podporu exportu.
Významnou roli kromě ministerstev sehrávají i příspěvkové organizace, jmenovitě CzechTrade, CzechInvest, CzechTourism a Česká centra. CzechTrade je agenturou na podporu exportu, její cílem je usnadnit výběr firmám ohledně vhodných teritorií a podpořit aktivity vedoucí k rozvoji firmy v zahraničí. Intenzivně se zaměřuje na poskytování informací českým exportérům. CzechInvest je agenturou na podporu podnikání a investic. Prostřednictvím podpory malých a středních podnikatelů, inovací a získáváním zahraničních investic zvyšuje konkurenceschopnost české ekonomiky. CzechTourism se orientuje na propagaci České republiky v sektoru cestovního ruchu. Podporuje všestranný rozvoj cestovního ruchu, zajišťuje, podporuje a koordinuje marketingové aktivity na domácím a zahraničním trhu, prosazuje pozitivní obraz České republiky jako turistické destinace, a to zejména v zahraničí. “Mezi nejdůležitější nástroje ekonomické diplomacie dnes patří Projekty na podporu ekonomické diplomacie, které nabízí možnost cílené podpory českého exportu a firem v zahraničí. Mezi typické projekty ekonomické diplomacie patří oborové prezentace, business fóra, semináře, účasti na výstavách a veletrzích, kulaté stoly, podnikatelské mise a podobně.” Co se týče mezinárodní ekonomické spolupráce, Česko se soustředí zejména na spolupráci se svýma sousedy. Export do sousedících zemí činí téměř 50 % celkového exportu. Import ze sousedících zemí do Česka se pohybuje okolo 40 %. Kromě států Evropské unie Česká republika taktéž vyváží do Ruska, na Ukrajinu, do Spojených států a Švýcarska. Z hlediska dovozu je významným aktérem Čína, Korejská republika, Japonsko, ale i výše zmíněné evropské země, Spojené státy a Rusko.